# Saint-Ennemond
 Saint-Ennemond  es una población y comuna francesa, situada en la región de Auvernia-Ródano-Alpes, departamento de Allier, en el distrito de Moulins y cantón de Yzeure.

## Demografía
| 827 | 827 | 658 | 671 | 649 | 617 |
| Para los censos de 1962 a 1999 la población legal corresponde a la población sin duplicidades (Fuente: INSEE [Consultar]) |     |     |     |     |     |